# 돌연변이 (1998년 영화)
돌연변이(Os Mutantes, The Mutants)는 프랑스에서 제작된 테레사 빌라버드 감독의 1998년 영화이다. 1998년 칸 영화제의 주목할 만한 시선 부문에서 상영되었다.

## 출연
- 안나 모레이라
- 조시 라포소
- 이사벨 루스